# بيدرو مونهوز
بيدرو مونهوز (بالبرتغالية: Pedro Munhoz؛ مواليد 7 سبتمبر 1986) هو مُقاتل فنون قتالية مختلطة برازيلي.

## وصلات خارجية
- بيدرو مونهوز على موقع يو إف سي (الإنجليزية)
- بيدرو مونهوز على موقع شيردوغ (الإنجليزية)
- بيدرو مونهوز على موقع Tapology.com (الإنجليزية)
- بيدرو مونهوز على موقع فايت ماتريكس (الإنجليزية)
- بيدرو مونهوز على موقع IMDb (الإنجليزية)
- بيدرو مونهوز على موقع قاعدة بيانات الفيلم (الإنجليزية)